# Cap de Bosc de Rei
El Cap de Bosc de Rei és una muntanya de 2.197 metres que es troba al municipi d'Alins, a la comarca del Pallars Sobirà.